# Worship Music
Worship Music je desátým studiovým albem skupiny Anthrax
Na novince se mísí vlivy jak staré školy, tak i vlivy progresivních desek Sound of White Noise nebo We've Come for You All.
Vokální party měl nazpívat nový zpěvák Dan Nelson, který byl ale vyhozen a zpěvu se záhy ujal Joey Belladonna. Album vyšlo pod labelem Sanctuary Record a v Evropě se distribuuje pomocí Nuclear Blast.

## Seznam skladeb
1. "Worship (Intro)"
2. "Earth on Hell"
3. "The Devil You Know"
4. "Fight 'em 'Til You Can't" – 5:49
5. "I'm Alive"
6. "Hymn 1"
7. "In the End"
8. "The Giant"
9. "Hymn 2"
10. "Judas Priest"
11. "Crawl"
12. "The Constant"
13. "Revolution Screams"
14. "New Noise" (skrytá stopa; začíná 11:08)

## Obsazení
Založeno na údajích z AllMusic.
Anthrax
- Joey Belladonna – zpěv
- Scott Ian – kytara, vokály
- Frank Bello – baskytara, vokály
- Charlie Benante – bicí
- Rob Caggiano – kytara

Další hudebníci
- Dan Nelson – spoluautor skladeb 2,3,4,5,8,11,12 and 13.[2][3]
- Alison Chesley – cello